# Даланзадгад (аеропорт)
Аеропорт Гураван Сайхан – аеропорт у місті Даланзадгад, Монголія, другий за значенням у цій країні, розташований на відстані 6 кілометрів від центру міста у північно-західному напрямку. Назва англійською: Airport Gurvan-Sayhan2

## Основні характеристики

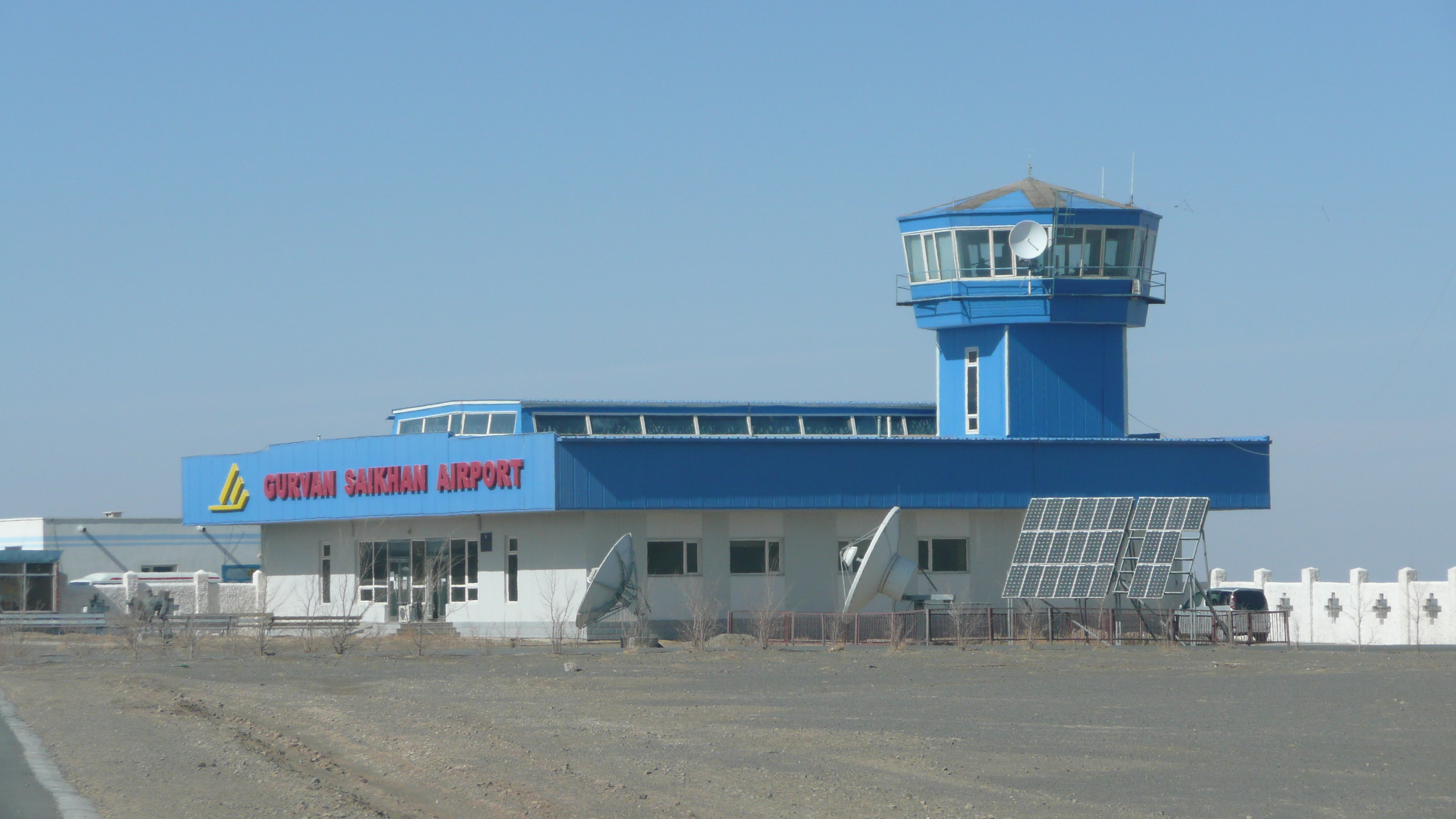

Код ICAO: DLZ, міжнародний аеропорт, експлуатант: Управління цивільної авіації Монголії, висота над рівнем моря 1459 м.
Координати: довгота 104° 25' 48 E, широта 43° 35' 30 N. Код МАВТ: DLZ, код ІКАО: KDLZ

Аеропорт має дві злітні смуги, одна покрита асфальтобетоном  довжиною 2300 метрів та шириною 50 метрів, друга ґрунтова довжиною 2000 метрів шириною 40 метрів. 
2010 року пасажиропотік склав 17000 чоловік.
Будівля аеропорту має три поверхи.

## Історія
Аеропорт був побудований після розпаду Монгольської Народної Республіки, у 2007 році повністю перебудований і оснащений за найновішими технологіями. З 2007 року з аеропорту почали виконувати рейси на найбільше родовище Таван-Толгой у пустелі Гобі.

## Рейси
Хоча аеропорт класифікується як міжнародний, з нього ніколи не виконувались рейси за межі Монголії. З аеропорту виконуються регулярні рейси в Улан-Батор літаками Ан-24. Також через цей аеропорт направляється частина туристів, які подорожують у Гобійський національний парк, який знаходиться лише за 30 км від Даланзадгада.
В аеропорт літають лише монгольські авіакомпанії, рейси виконуються до Улан-Батора (Міжнародний аеропорт Чингізхан) та Таван-Толгой.